# Kedrostis africana
Kedrostis africana là một loài thực vật có hoa trong họ Cucurbitaceae. Loài này được (L.) Cogn. mô tả khoa học đầu tiên.